# Jean-Claude Barreau
Pour les articles homonymes, voir Barreau.
Jean-Claude Barreau, né le 10 mai 1933 à Paris et mort le 5 mars 2025 à Vendôme (Loir-et-Cher), est un essayiste français.

## Biographie
Jean-Claude Barreau naît le 10 mai 1933 à Paris.
« Issu d'une lignée mi-juive, mi-athée », d'un grand-père maternel juif ashkénaze mais élevé par son grand-père paternel, Jean-Claude Barreau se convertit au catholicisme et devint prêtre. 
Il est chef scout de la troupe Scouts de France - 222° Paris - St Philippe du Roule jusqu'en 1955;
En désaccord avec les déclarations du pape Paul VI sur le mariage des prêtres et la question de la contraception, il abandonne la prêtrise pour se marier.
En 1973, il a été co-scénariste du film Prêtres interdits, dans lequel un prêtre (Robert Hossein) tombe amoureux d'une jeune femme (Claude Jade), veut l'épouser et est suspendu. Le film, qui se déroule entre 1936 et 1943, est basé sur les souvenirs de Barreau.
Sa vie oscille ensuite entre l'édition, le journalisme et la politique. Nommé conseiller culturel de l'Ambassade de France en Algérie, il devient conseiller de François Mitterrand sur les questions d'immigration, puis de Charles Pasqua et de Jean-Louis Debré. En 1989, il devient président de l’Office des migrations internationales et président du conseil d'administration de l’Institut national d’études démographiques. Pour lui, la démographie contribue à faire ou défaire les civilisations. Il milite également, sans succès, pour la création d’un ministère de la population chargé de la famille et de « la régulation des flux ».
En 1991, il publie l'essai De l’islam en général et du monde moderne en particulier, dans lequel il présente son expérience à l'OMI ; il écrit notamment que l'islam « pousse l’enfermement de la femme plus loin qu’aucune autre civilisation » ou encore que « L'islam est la plus réactionnaire, la plus antidémocratique, la plus fermée aux droits de l'homme de toutes les religions », ; il est démis de ses fonctions à l'OMI par Jean-Louis Bianco, ministre des affaires sociales, en 1992 (il conserve son poste à l'INED jusqu'en 1998).
En 1999, il signe pour s'opposer à la guerre en Serbie la pétition « Les Européens veulent la paix », initiée par le collectif Non à la guerre.
Candidat au fauteuil de Pierre Messmer à l'Académie française le 29 septembre 2008, il se retire début novembre (c'est Simone Veil qui sera élue).
Dans « Nos enfants et nous » (2009), il dénonce l'échec de la transmission et de l'éducation et invite les adultes à jouer un véritable rôle d'éducateur.
Dans Tout ce que vous avez toujours voulu savoir sur Israël (2010), il écrit : « Le sionisme a fini par occuper cette terre. Mais il lui est difficile d'admettre que cette occupation, violente elle aussi, ne fut pas faite, pour l'essentiel, par les descendants de ceux qui en avaient été chassés. Nous l'avons dit : la plupart des Juifs d'Israël, à l'exception des Yéménites, des Irakiens et des Syriens, ne sont pas des sémites... L'ironie de l'histoire, ironie tragique, c'est que les Palestiniens sont certainement beaucoup plus sémites que les ashkénazes... nier la continuité ethnique entre les actuels Palestiniens et les Juifs que les Romains ont dû laisser dans le pays est aussi du négationnisme ».
Il dénonce aussi bien SOS Racisme que le Front national, chacune de ces deux organisations étant accusée par lui d'entretenir les tensions en fondant son succès sur la peur de l'autre.
Dans son essai écrit après les massacres de Charlie-Hebdo, de l'Hyper Casher et du Bataclan, il montre que la France atteint un carrefour de l'Histoire. Pour lui seule la limitation de l'immigration et l'intégration sont la voie à suivre pour éviter la dislocation de la France sous couvert de l'ouverture de l'Europe.
Jean-Claude Barreau meurt à l'âge de 91 ans le 5 mars 2025 au centre hospitalier de Vendôme.

## Essais
- Les Bandes d'adolescents, Fayard, 1962 (en collaboration avec Marc Oraison)
- Les Enfants prodigues : problèmes de bandes asociales et essai de solutions, Fayard, 1962 (en collaboration avec Marc Oraison et Jacques Rochefort)
- Annonce de Jésus-Christ, Le Seuil, 1964
- Demain, la paroisse, Le Seuil, 1966 (en collaboration avec Francis Connan)
- La Foi d'un païen, Le Seuil, 1967
- La reconnaissance ou qu'est-ce que la foi ?, Le Seuil, 1968
- Où est le mal, Le Seuil, 1969
- L'aujourd'hui des Évangiles, Le Seuil, 1970
- Qui est Dieu ?, Le Seuil, 1971
- La prière et la drogue, Stock, 1974
- Du bon usage de la religion, Stock/Monde ouvert, 1976,  (ISBN 2-234-00471-3)
- Pour une politique du livre, Dalloz, 1982 (en collaboration avec Bernard Pingaud)
- Que vive la France, Albin Michel, 1985,  (ISBN 2-226-02238-4)
- La foi qui reste, Le Seuil, 1987,  (ISBN 2-020-09447-9)
- Du bon gouvernement, Éditions Odile Jacob, 1988,  (ISBN 2-738-10027-9)
- De l’islam en général et du monde moderne en particulier, Éditions Le Pré aux clercs, 1991,  (ISBN 2-714-42740-5) (Prix Aujourd'hui 1991)
- De l'immigration en général et de la nation française en particulier, Le Pré-aux-Clercs, 1992,  (ISBN 2-714-42928-9)
- Biographie de Jésus, Plon, 1993,  (ISBN 2-259-02627-3)
- Quelle morale pour aujourd'hui ?, Plon, 1994,  (ISBN 2-259-00406-7)
- Les vies d'un païen, Plon, 1996,  (ISBN 2-259-18228-3)
- La France va-t-elle disparaître ?, Grasset et Fasquelle, 1997,  (ISBN 2-246-54181-6)
- L'Illusion de l'an 2000, Grasset et Fasquelle, 1998,  (ISBN 2-246-55551-5)
- Le Coup d'État invisible, Albin Michel, 2000,  (ISBN 2-226-10669-3)
- Les Vraies Paroles de Jésus, Albin Michel, 2000,  (ISBN 2-226-11079-8)
- La Destruction de la France, Plon, 2000,  (ISBN 2-259-19157-6)
- Tous les Dieux ne sont pas égaux, Jean-Claude Lattès, 2001,  (ISBN 2-709-62296-3)
- Bandes à part, pour en finir avec la violence, Plon, 2002,  (ISBN 2-259-19158-4)
- Les Vérités chrétiennes, Fayard, 2004,  (ISBN 2-213-61767-8)
- Toute l'histoire du monde : de la préhistoire à nos jours (avec Guillaume Bigot), Fayard, 2007,  (ISBN 2-213-62296-5)
- Y a-t-il un Dieu ?, Fayard, 2006,  (ISBN 2-213-62658-8)
- Toute la géographie du monde (avec Guillaume Bigot), Fayard, 2007,  (ISBN 2-213-63023-2)
- Nos enfants et nous, Fayard, 2009,  (ISBN 978-2213632933)
- Les racines de la France notre histoire des origines à nos jours, éditions du Toucan, 2008,  (ISBN 2-8100-0112-X)
- Tout ce que vous avez toujours voulu savoir sur Israël, éditions du Toucan, 2010,  (ISBN 978-2-8100-0373-0)
- Toute l'Histoire de France, éditions du Toucan, 2011,  (ISBN 978-2-8100-0437-9)
- Un capitalisme à visage humain: Le modèle vénitien, Fayard, 2011,  (ISBN 978-2-213-65438-6)
- Sans la nation le chaos, éditions du Toucan, 2012  (ISBN 978-2810004676)
- L'Eglise va-t-elle disparaître ?, Le Seuil, 2013  (ISBN 978-2-02-109728-3)
- Liberté, égalité, immigration ?, l'Artilleur, 2016  (ISBN 978-2-81000-684-7)

## Romans
- Les Mémoires de Jésus, Jean-Claude Lattès, 1978 et Fayard, 2007,  (ISBN 2-213-63316-9)
- La Traversée de l'Islande, Stock, 1979,  (ISBN 2-712-40650-8)
- Le Vent du désert, Belfond, 1981,  (ISBN 2-714-41420-6)
- Les Innocents de Pigalle, Jean-Claude Lattès, 1982
- Oublier Jérusalem, Actes Sud, 1989,  (ISBN 2-868-69416-0)

## Pour approfondir